# 1. december
1. december er dag 335 i året i den gregorianske kalender (dag 336 i skudår). Der er 30 dage tilbage af året.
- Dagens navn er Arnold.
- Den årlige internationale AIDS-dag, der er anerkendt af blandt andet FN.
- Friheds- og demokratidagen, national helligdag i Tchad

### Begivenheder
Født - Dødsfald
- 1135 - Henrik 1. af England dør i nærheden af Rouen, Frankrig.
- 1640 - Spanien drives ud af Portugal, som igen bliver selvstændigt.
- 1768 - Skibet Fredensborg synker ud for Tromøy ved Arendal i Norge.
- 1806 - Danmarks første bemandede ballonopstigning finder sted i København.
- 1835 - H.C. Andersen udgiver sin første bog med eventyr.
- 1913 - Kreta, som efter den 1. Balkankrig fik selvstyre fra Tyrkiet, indlemmes i Grækenland.
- 1913 - Ford introducerer det første automatiske samlebånd.
- 1918 - Island bliver selvstændig, i personalunion med Danmark. Dette varer indtil 1944.
- 1918 - Kongeriget Jugoslavien oprettes.
- 1919 - Som første kvinde nogensinde indtager Lady Astor sit sæde i Underhuset.
- 1925 - Efter forhandlinger i Schweiz underskriver Storbritannien, Frankrig, Tyskland, Italien og Belgien den såkaldte "Locarno-traktat", der skal skabe fred og afspænding i Europa.
- 1934 - Den fremtrædende sovjetiske politiker Sergej Kirov myrdes, formentlig efter ordre fra Stalin. Mordet bruges som påskud for masseudrensninger i Sovjetunionen, de såkaldte "Moskva-processer".
- 1939 - Filmen Borte med blæsten har premiere i New York med stjernerne Clark Gable, Vivien Leigh og Olivia de Havilland.
- 1941 - Den japanske kejser Hirohito underskriver en krigserklæring mod USA.
- 1943 - Fyrmester R. Westborg tiltræder som fyrmester på Kegnæs Fyr.
- 1953 - Første nummer af Playboy udkommer med nøgenfoto af Marilyn Monroe.
- 1955 - Rosa Parks nægter at opgive sit bussæde i Montgomery, Alabama og starter derved store diskussioner om raceadskillelse i USA.
- 1958 - Den Centralafrikanske Republik opnår uafhængighed fra Frankrig.
- 1959 - 12 lande underskriver en traktat der sikrer Antarktis kun bruges til videnskabelige aktiviteter og holdes udenfor internationale konflikter.
- 1973 - Papua Ny Guinea opnår selvstyre fra Australien.
- 1981 - RF2 redningsbåden kæntrer ud for Hirtshals under forsøg på at redde tre fiskere fra kutteren Anne Dorthe. 6 redningsmænd og 3 fiskere omkommer.
- 1982 - Ved universitet i Utah bliver Barney Clark den første, der får et permanent kunstigt hjerte.
- 1988 - Benazir Bhutto udnævnes til premierminister i Pakistan.
- 1989 - Mikhail Gorbatjov modtages i audiens af pave Johannes Paul II. De aftaler at genoprette de diplomatiske forbindelser, der har været afbrudt siden 1917.
- 1991 - Ukraine beslutter efter en folkeafstemning at forlade Sovjetunionen.
- 1991 - The Julekalender bliver vist for første gang i Danmark, lavet af De Nattergale.
- 1994 - Den engelske regering tilbyder at forhandle om Nordirlands fremtid med Sinn Fein, IRA's politiske afdeling.
- 1995 - Uffe Ellemann-Jensen trækker sig som kandidat til NATO's generalsekretærpost, da det står klart, at han ikke kan samle et flertal.
- 2006 - TV 2 starter Danmarks første landsdækkende 24-timers nyhedskanal, TV 2 News.
- 2009 - Lissabon-traktaten ikrafttræder og Herman Van Rompuy indsættes som EU's første præsident.

### Født
- 1657 - Karen Brahe, dansk bogsamler (død 1736).
- 1743 - Martin Heinrich Klaproth, tysk kemiker (død 1817).
- 1761 - Madam Marie Tussaud, schweizisk-født, fransk voksmodellør (død 1850).
- 1826 - Hartvig Caspar Christie, norsk mineralog og fysiker (død 1873).
- 1844 - Alexandra af Danmark, engelsk dronning (død 1925).
- 1850 - P. E. Lange-Müller, dansk komponist (død 1926).
- 1859 - Constantin Philipsen, dansk filmproducent og biografdirektør (død 1925).
- 1872 - Hjalmar Rechnitzer, dansk søofficer (død 1953).
- 1874 - J.F.N. Friis-Skotte, dansk politiker (død 1946).
- 1887 - Axel Poulsen, dansk billedhugger (død 1972).
- 1889 - Jon Iversen, dansk skuespiller og instruktør (død 1964).
- 1895 - Henry Williamson, engelsk forfatter (død 1977).
- 1906 - Victor Skaarup, dansk tekstforfatter (død 1991).
- 1909 - Franz Bardon, tjekkisk okkultist og elev og lærer af Hermetics (død 1958).
- 1914 - K.B. Andersen, dansk folketingspolitiker og minister (død 1984).
- 1914 - Johannes Hofmeister, dansk maler (død 1990).
- 1919 - Ruth Guldbæk, kgl. dansk operasanger (død 2006).
- 1923 - Morris, belgisk tegneserietegner (død 2001).
- 1925 - Martin Rodbell, amerikansk videnskabsmand, modtager af Nobelprisen i fysiologi eller medicin (død 1998).
- 1929 - Alfred Moisiu, albansk præsident.
- 1935 - Woody Allen, amerikansk skuespiller, instruktør og producer.
- 1937 - Ida Davidsen, dansk restauratør.
- 1939 - Lee Trevino, amerikansk golfspiller.
- 1940 - Richard Pryor, amerikansk skuespiller og humorist (død 2005).
- 1942 - Bo Vilstrup, dansk advokat (død 2022).
- 1944 - Margot Torp, dansk folketingspolitiker.
- 1945 - Bette Midler, amerikansk skuespiller og sanger.
- 1946 - Gilbert O'Sullivan, irsk sanger og sangskriver.
- 1946 - Helle Hellmann, dansk kulturjournalist.
- 1951 - Jarl Friis-Mikkelsen, dansk tv-vært.
- 1951 - Jaco Pastorius, amerikansk musiker (død 1987).
- 1952 - Poul Andersen, dansk folketingspolitiker.
- 1967 - Nestor Carbonell, amerikansk skuespiller.
- 1971 - Joachim Knop, dansk skuespiller.
- 1976 - David Nielsen, dansk fodboldspiller.
- 1982 - Diego Cavalieri, brasiliansk fodboldspiller.
- 1988 - Tyler Joseph, amerikansk sanger.

### Dødsfald
- 1135 - Henrik 1., engelsk konge (født ca. 1068).
- 1377 - Magnus 2., svensk konge (født 1316).
- 1798 - Michael Gottlieb Birckner, dansk præst, forfatter og trykkefrihedsforkæmper (født 1756).
- 1825 - Aleksander 1., russisk zar (født 1777).
- 1916 - Charles de Foucauld, fransk munk og ordensgrundlægger (født 1858) - myrdet.
- 1930 - P.V. Jensen Klint, dansk arkitekt (født 1853).
- 1943 - Nic. Blædel, dansk journalist og redaktør (født 1882).
- 1973 - David Ben-Gurion, israelsk politiker, det moderne Israels første regeringschef (født 1886).
- 1984 - Roelof Frankot, hollandsk maler (født 1911)
- 1985 - Kenshiro Abe, japansk kampsportsinstruktør (født 1915).
- 1997 - Stéphane Grappelli, fransk jazzviolinist (født 1908).
- 1999 - Charlotte Neergaard, dansk skuespiller (født 1944).
- 2000 - Kurt Brauer, dansk typograf (født 1937).
- 2000     - Erik Simonsen, dansk atlet (født 1915).
- 2004 - Bernhard, hollandsk prinsgemal (født 1911).
- 2006 - Claude Jade, fransk skuespillerinde (født 1948).
- 2006 - Jørgen Gustava Brandt, dansk forfatter (født 1929).
- 2007 - Angelo Conterno, italiensk cykelrytter (født 1925).
- 2011 - Ragnhild Hveger, dansk svømmer (født 1920).
- 2011     - Christa Wolf, tysk forfatter (født 1929).
- 2013 - Bror Bernild, dansk fotograf (født 1921).
- 2018 - Ken Berry, amerikansk skuespiller (født 1933).
- 2018     - Kaj Johansen, dansk fodboldspiller (født 1932).
- 2020 - Evald Krog, grundlægger af Muskelsvindfonden (født 1944).
- 2021 - Alvin Lucier, amerikansk komponist (født 1931).
- 2022 - Ercole Baldini, italiensk cykelrytter (født 1933).
- 2022     - Mylène Demongeot, fransk skuespillerinde (født 1935).

|  | Denne datoartikel kan blive bedre, hvis der indsættes et (bedre) billede Du kan hjælpe ved at afsøge Wikimedia Commons for et passende billede eller uploade et godt billede til Wikimedia Commons iht. de tilladte licenser og indsætte det i artiklen. |